# Giorgi Kvirikasjvili
Giorgi Kvirikasjvili (Georgisch: გიორგი კვირიკაშვილი) (Tbilisi, 20 juli 1967) is een Georgisch politicus namens Georgische Droom. Vanaf eind 2015 tot juni 2018 was hij premier van Georgië.

## Opleiding
Van 1986 tot 1988 volbracht hij zijn verplichte militaire dienstplicht in het Sovjetleger. Hij studeerde af als medisch internist in 1991 aan de Medische Staatsuniversiteit van Tbilisi en studeerde van 1991 tot 1995 economie aan de Staatsuniversiteit van Tbilisi. Van 1995 tot 1998 studeerde hij aan de Universiteit van Illinois te Urbana-Champaign waar hij een master in het financiewezen behaalde. Hij startte zijn carrière in het bankwezen, maar niet lang daarna ging hij de politiek in.

## Politieke carrière
Kvirikasjvili werd in 1999 adjunct-hoofd van de fiscale en monetaire eenheid van de staatskanselarij van de president van Georgië, Edoeard Sjevardnadze. In de verkiezingen van 1999 werd hij via de partijlijst van regeringspartij Burgerunie in het parlement gekozen. Hij was een van de "nieuwe gezichten" die door Sjevardnadze de partij in waren gebracht. Deze groep splitste zich in 2000 af van de Burgerunie en begon in 2001 de partij Nieuwe Rechtsen.
Na de Rozenrevolutie van 2003 keerde Kvirikasjvili terug naar het bankwezen en werkte voor de Georgische oligarch en multimiljardair Bidzina Ivanisjvili. Toen deze in 2011 de politiek in ging met de oprichting van Georgische Droom en na de verkiezingen van 2012 premier werd, volgde Kvirikasjvili hem terug de politiek in. Hij werd in Ivanisjvili's kabinet minister van Economie en werd in juli 2013 tevens vice-premier. Kvirikasjvili behield zijn portefeuilles tot september 2015 toen hij Economie verwisselde voor Buitenlandse Zaken.

### Premier van Georgië
Op 30 december 2015 werd Kvirikasjvili premier. Hij loodste Georgische Droom in de verkiezingen van oktober 2016 naar een grote overwinning. Kvirikasjvili nam op 13 juni 2018 ontslag als premier na onenigheid met Ivanisjvili, die vanuit de coulissen veel informele invloed uitoefende op de regering. Kvirikasjvili's premierschap werd gekenmerkt door een vrij liberaal economisch beleid. Onder zijn hoede kreeg Georgië visumvrij reizen met het Schengengebied en werd begonnen met de aanleg van de Anaklia-diepzeehaven, een project dat na zijn vertrek werd stilgelegd. Na zijn premierschap keerde Kvirikasjvili terug naar het bedrijfsleven.